# Schloss Fechenbach (Dieburg)

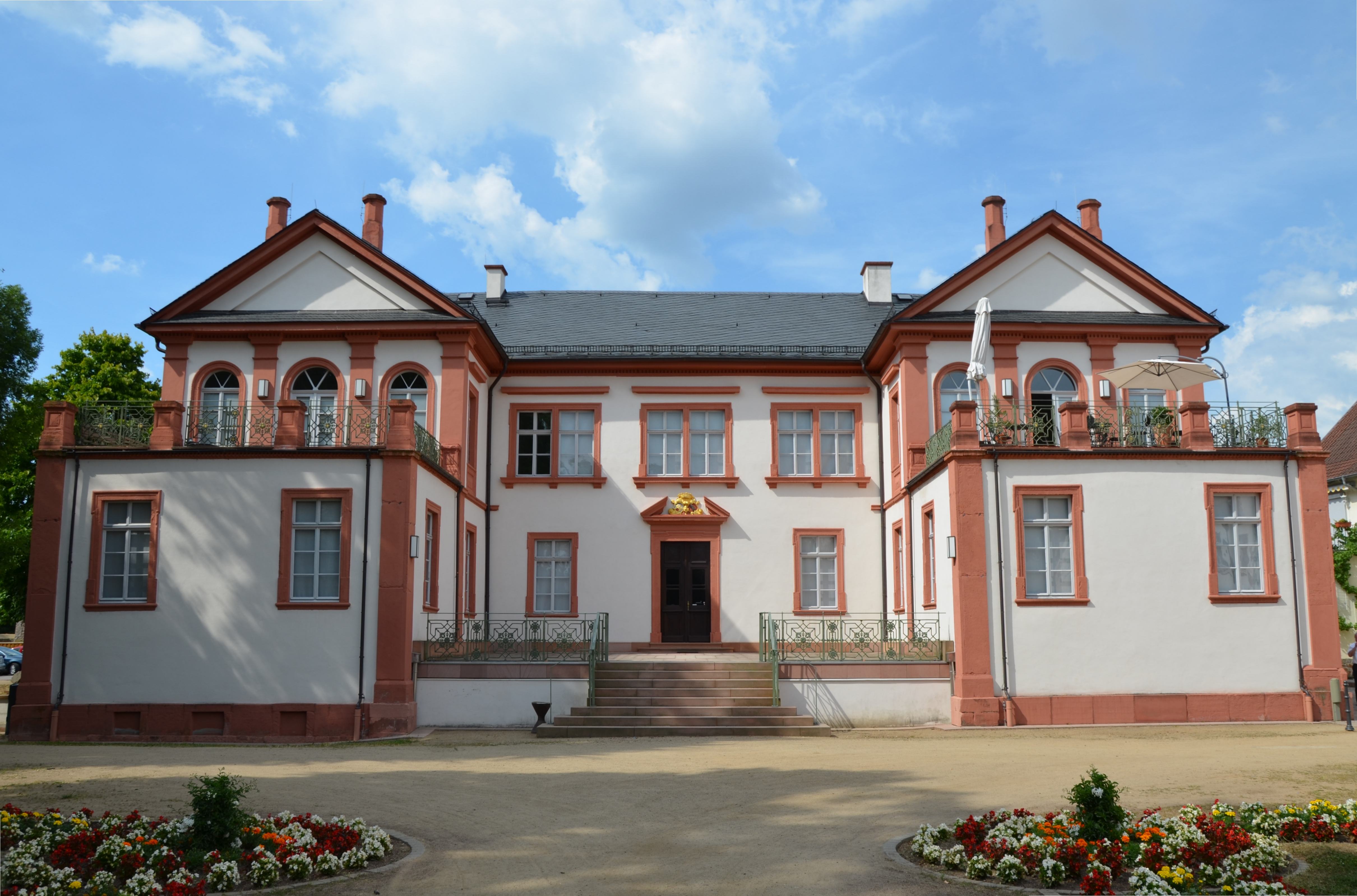
Schloss Fechenbach in Dieburg 2013

Das Schloss Fechenbach (auch Ulnerschlösschen nach ihren Erbauern genannt) in Dieburg im heutigen Landkreis Darmstadt-Dieburg in Hessen ist ein Stadtschlösschen. Es war nacheinander im Besitz dreier Adelsfamilien, deren letzte, die Linie der Freiherren von Fechenbach zu Dieburg, hier Besitz von 1842 bis 1939 hatten.

## Geschichte

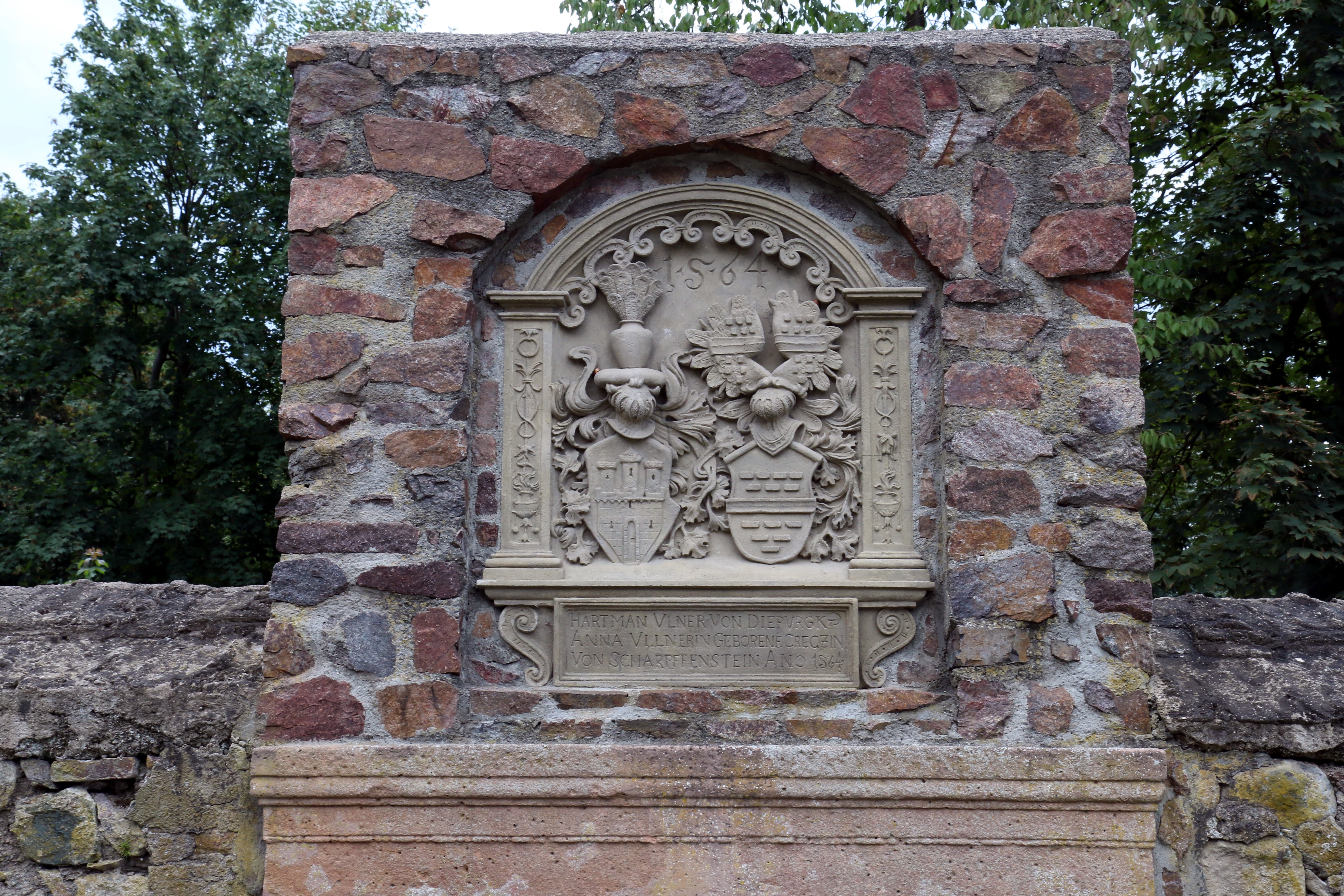
Allianzwappen des Erbauers Hartmann Ulner über der Wasserpforte, Teil der Stadtmauer

Das Gebäude geht auf den Sitz der vornehmen Burgmannenfamilie der Ulner von Dieburg zurück. Das Schloss hat verschiedene Bauphasen erlebt. Den Renaissancebau des Hartmann von Ulner, von dem nur noch Kellergewölbe vorhanden sind und über dessen Baubestand aufgrund fehlender Hinweise und Urkunden kaum Wissenswertes vorhanden ist, ersetzte 1717 Pleikard von Ulner durch ein dreiflügliges spätbarockes Schlösschen. Es war ein eingeschossiger Barockbau mit Mansarddach und zentralem Zwerchhaus. Am Haupteingang über der Freitreppe befindet sich im gesprengten Dreiecksgiebel noch das Allianzwappen der Ulner und der von Haxthausen. Es stammt von Franz Pleickard Ulner von Dieburg und seiner am 12. Juni 1713 geehelichten Frau Maria Theresia Josepha von Haxthausen, die das Schloss in seiner heutigen Form erbauen ließen. Der Wappenstein stammt von 1717, wie die Jahreszahl am Schlussstein des Portals belegt.
An einer Wasserpforte an der Gersprenz unweit des Schlosses befindet sich ein interessanter Wappenstein des vermutlichen Erbauers „HARTMAN VLNER VON DIEPVRGK (und) ANNA VLLNERIN GEBORENE CRECZIN VON SCHARPFFENSTEIN“, der ursprünglich zum Schloss gehörte und auf 1564 datiert ist.
Nach dem Aussterben der Ulner im Mannesstamm 1771 kam das Anwesen über die Tochter in den Besitz derer von Dalberg.
Johann Wilhelm Franz Ulner von Dieburg (1715–1771), Sohn Franz Pleickards Ulner von Dieburg, in kurpfälzische Hofdiensten, hatte eine Tochter Elisabeth Auguste (1751–1816), die 1771 Wolfgang Heribert von Dalberg, Minister und Intendant des Nationaltheaters in Mannheim (1750–1806), ehelichte.
Die Tochter Friedrich Wilhelms von Dalberg verkaufte es 1841 an den Freiherrn Friedrich Karl Joseph von Fechenbach. 1860/1861 wurde es durch Kreisbaumeister Krauß im (spät)klassizistischen Stil für Hugo von Fechenbach ausgebaut. Bis zum Verkauf an die Stadt Dieburg 1939 durch Karoline Freiin von Fechenbach (auch Karolina Jella Freiin von Fechenbach, † 1951) lebten hier Angehörige der Familie.

## Neuzeit
In der Zeit des Nationalsozialismus wurde es der NSDAP-Ortsgruppe Dieburg als Gemeinschaftshaus überlassen. Zahlreiche NS-Organisationen hatten dort ihren Sitz. Es wurde renoviert und um eine große Freitreppe mit Terrasse im Süden erweitert. Als Baumaterial wurden Grabsteine vom Jüdischen Friedhof verwendet. 1945 wurden diese jedoch wieder zurückgebracht.
Von 1946 bis 1949 befand sich in Dieburg ein Lager für Displaced Persons (DPs), das im Schloss Fechenbach, dem Bischöflichen Konvikt und in einer ehemaligen SA-Siedlung untergebracht war.
Die in der Schlossterrasse verbauten jüdischen Grabsteine wurden am 8. Januar 1948 auf Initiative und mit großer Anteilnahme der DPs feierlich zum Friedhof zurücktransportiert. Da aber der ursprüngliche Standort der Grabsteine nicht mehr bekannt war, wurden die zurückgeführten Grabsteine entlang der östlichen Friedhofsmauer aufgestellt, und jene Steine, deren Inschriften herausgehauen worden waren, wurden zu einem Haufen aufgeschichtet.
Das Schloss wurde bis Anfang 2007 tiefgreifend saniert. Unter dem Namen Museum Schloss Fechenbach dient es seit 1951 mit einem erweiterten Anbau als Sitz des Stadt- und Kreismuseums.
Das Schloss ist ein Kulturdenkmal aufgrund des Hessischen Denkmalschutzgesetzes. Die vorbildliche denkmalgerechte Sanierung wurde 2008 wurde mit dem Hessischen Denkmalschutzpreis gewürdigt.